# メリトクラシー
メリトクラシー (meritocracy) とは、メリット（merit、「業績、功績」）とクラシー（cracy、ギリシャ語で「支配、統治」を意味するクラトスより）を組み合わせた造語。イギリスの社会学者マイケル・ヤングによる1958年の著書『Rise of the Meritocracy』が初出。個人の持っている能力によってその地位が決まり、能力の高い者が統治する社会を指す。
もっとも、ヤングによる著書は、知能指数と努力だけですべてが決まる「メリトクラシー」を採用したディストピア的近未来を舞台とした風刺的な内容であり、最後には、傲慢で大衆の感情から遊離したエリートたちを大衆が覆すという結末になっていた。つまり、ここでの「メリトクラシー」は、軽蔑の意を含んだ語であったのである。しかし、広く使われるようになるにつれて、「生まれよりも能力を重視して統治者を選ぶシステム」という前向きな意味合いで使われるようになった。

## 能力主義の歴史
多くの前近代社会では、社会的地位は能力よりも出自や血縁によって決まっていた。したがって、政治に参加できるのは貴族だけであり、さらに就くことができる官職も家格によって制限されているのが普通であった。また、インドでも、カースト制度に見られるように、一般庶民でも生まれながらに職業が定められていることが少なくなかった。
その後、近代化によって、人はみな平等であるとの観念が広がった。その結果、人間の地位は生まれによって決まるのではなく、その人の持つ能力によって決まるべきであるという意識が社会に広まった。この考え方が支配的な社会をメリトクラシーという。これには19世紀から20世紀前半まで欧米に広がった社会ダーウィニズムなどの影響もある。
一方、前近代からメリトクラシーが行われていた社会もある。例えば、伝統的に出自よりも学識を重視した中国社会の科挙はその典型例であり、欧米のメリット・システムにも影響を与えた。また、イスラム世界では、マムルークやイェニチェリのような非血縁的集団が支配層を形成することが多く、やはりメリトクラシーの傾向が見られた。

## 日本の能力主義
日本では、メリトクラシーは一般に「業績主義」、あるいは「能力主義」の訳語を与えられている。これは、企業経営の分野を中心に使用される用語である。第二次大戦後の日本企業の年功主義賃金と終身雇用、学歴（出身大学）による選抜という雇用慣行における、労働者のキャリア形成の特質を指す。2000年代に導入が試みられている成果主義賃金も、メリトクラシーを根底に据えている。

## 批判
メリトクラシーについては、多くの批判と疑問が投げかけられている。たとえば、高い地位に昇るには他人に能力を示して認められることが必要であるため、各個人が能力の誇示に走り、その結果、本当に優れた人よりも能力誇示に優れただけの人が高い地位を得る可能性があるというものである。
また、能力を誰がどのように判定するかにも確たる基準がない場合、能力を判断される側に不満が溜まったり、その地位に就くにあたって適切な能力を持たない者が誤って就かされることもある。
その他にも、能力は主に過去の実績で測定されるため、能力はあるが実績のない者が過小評価される場合がある。また、それとは逆に、過去の実績が評価されて高い地位に就いたものの、現在の問題に対する能力が不足しているために、うまく仕事を処理できない場合もある。
能力を判定するための手段として試験が使われるが、試験で好成績を上げるには、教育に多大な金をかけることのできる家や、代々教育や文化に子供を触れさせる機会の多い（文化資本のある）家に生まれた子供が有利である。こういった生まれの差は、場合によっては個人の努力によって覆すのが難しく、メリトクラシーによって貧しい生まれの子供が高い地位に抜擢される効果よりも、豊かな家の子供たちがどんどん高い地位を得てますます豊かになる格差拡大の効果の方が大きい可能性がある。